# Lai Vung (huyện)
Lai Vung là một huyện cũ nằm ở phía nam tỉnh Đồng Tháp, Việt Nam.
Lai Vung được mệnh danh là "vương quốc quýt hồng", nằm giữa sông Tiền và sông Hậu nên có nguồn nước dồi dào thuận lợi cho trồng cây ăn trái với đặc sản nổi tiếng là quýt hồng, quýt đường, cam sành, bưởi... Đặc biệt "quýt hồng Lai Vung" và "nem Lai Vung" được Cục Sở hữu trí tuệ công nhận và cấp giấy chứng nhận đăng ký nhãn hiệu độc quyền của huyện Lai Vung.

## Địa lý
Huyện Lai Vung nằm ở phía nam của tỉnh Đồng Tháp, nằm cách thành phố Cao Lãnh khoảng 27 km, cách thành phố Sa Đéc khoảng 17 km, cách trung tâm thành phố Cần Thơ khoảng 11 km, cách trung tâm Thành phố Hồ Chí Minh khoảng 179 km, có vị trí địa lý:
- Phía đông giáp thành phố Sa Đéc và huyện Châu Thành
- Phía tây giáp quận Thốt Nốt, thành phố Cần Thơ
- Phía nam giáp huyện Bình Tân, tỉnh Vĩnh Long và quận Ô Môn, thành phố Cần Thơ
- Phía bắc giáp huyện Lấp Vò.

Huyện có diện tích 238 km², dân số năm 2019 là 164.240 người, mật độ dân số đạt 690 người/km².

### Nông nghiệp

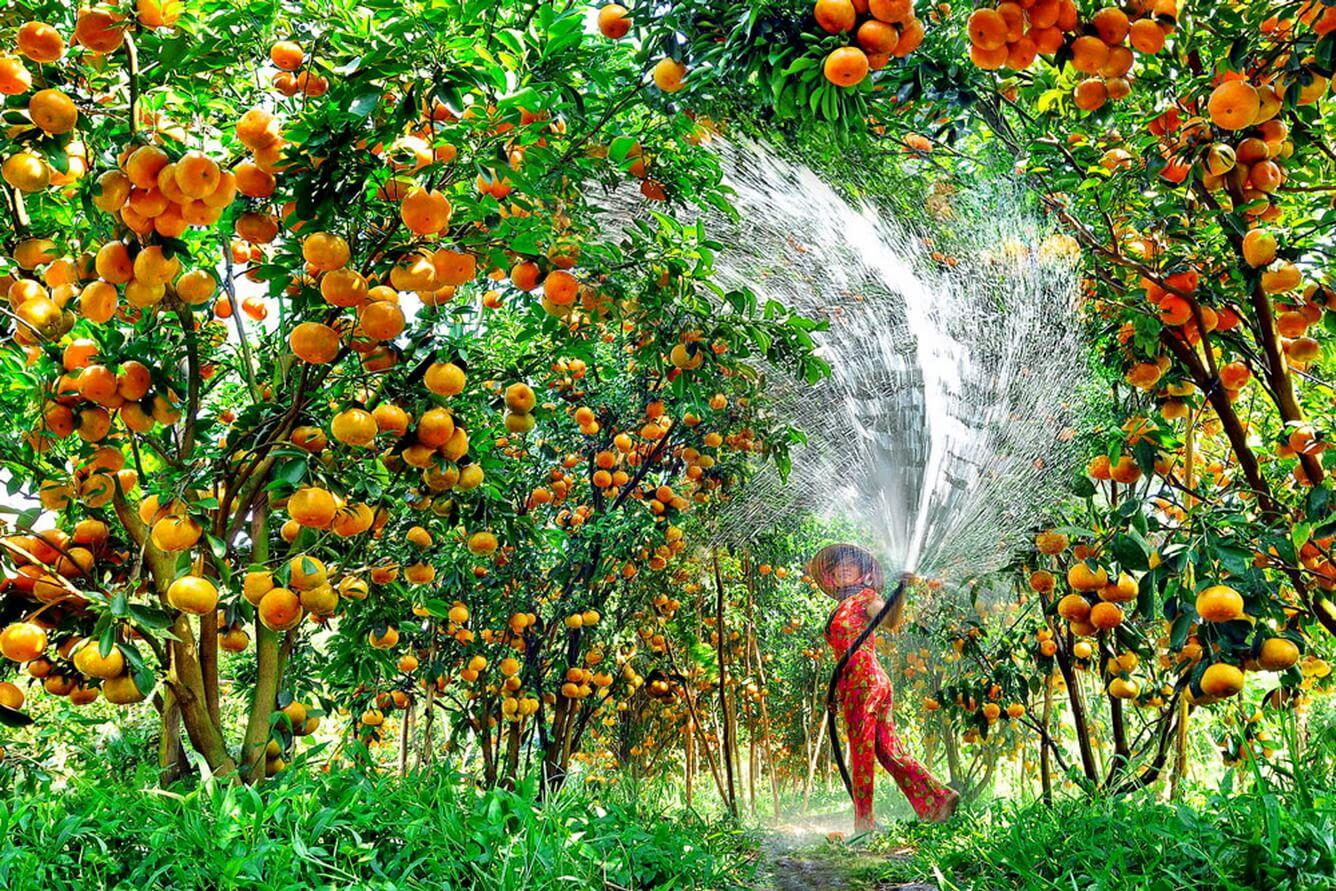
Vườn quýt hồng tại huyện Lai Vung.

## Di tích

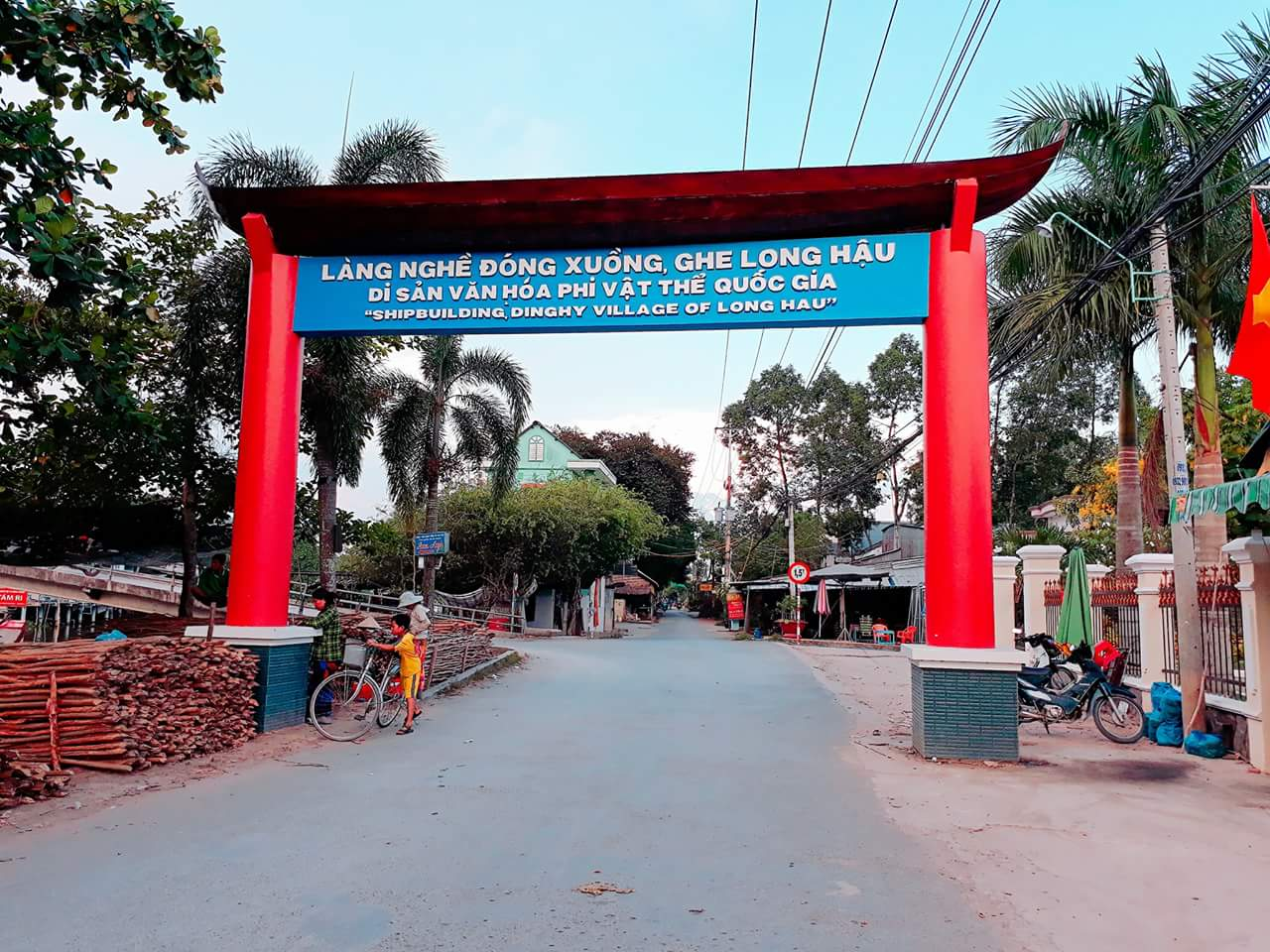
Làng nghề đóng xuồng ghe Bà Đài (Xã Long Hậu)

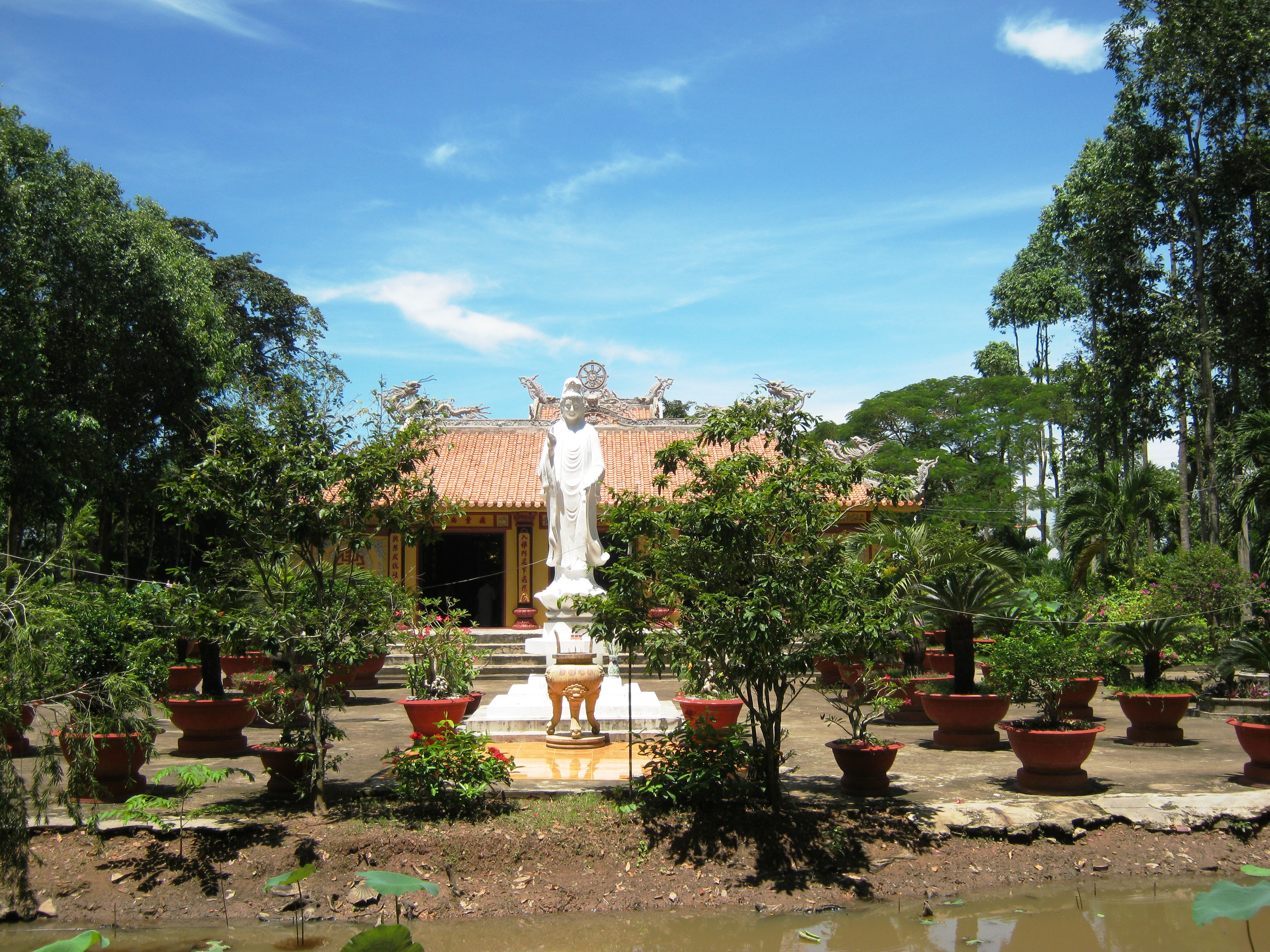
Chùa Bửu Hưng (xã Long Thắng)

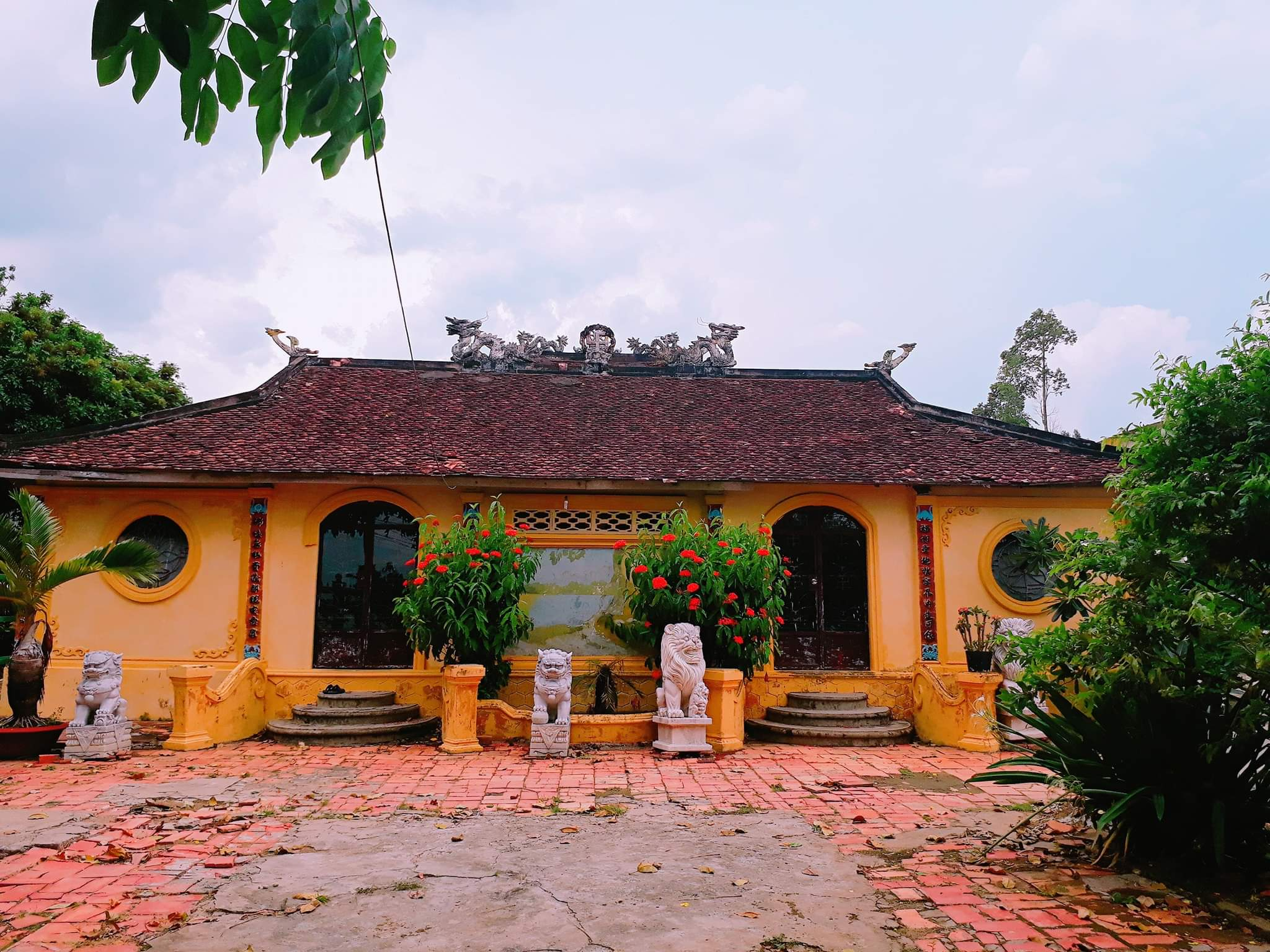
Chùa Hội Phước (xã Tân Thành)

## Lịch sử